# Luigi Longanesi Cattani
Luigi Angelo Longanesi Cattani (Bagnacavallo, 4 maggio 1908 – Roma, 12 marzo 1991) è stato un militare italiano.
Prestò servizio con la Regia Marina durante la seconda guerra mondiale e fu un "asso" dei sommergibilisti con 8 imbarcazioni nemiche affondate.

## Primi anni
Dopo aver studiato all'Accademia Navale di Livorno fu assegnato al comando del sommergibile Marcantonio Bragadin.
In seguito fu assegnato al sommergibile Benedetto Brin e inviato in Africa Orientale Italiana.

## L'inizio della guerra
All'inizio del conflitto il tenente di vascello Longanesi Cattani si trovava a Taranto al comando del Benedetto Brin, unico della classe omonima a non trovarsi impegnato nel Mar Rosso. Impegnato nel teatro del Mediterraneo nel luglio 1940, dopo essere sfuggito ad un attacco aereo fu decorato con la Croce di guerra al valor militare. Il 25 ottobre 1940 Cattani partì da Taranto diretto alla base navale di Bordeaux.

## La "beffa di Tangeri"

Il sommergibile Benedetto Brin

Il 4 novembre attraversò lo stretto di Gibilterra ma riemerso si trovò subito addosso due cacciatorpediniere britannici che danneggiatolo costrinsero Longanesi Cattani a riparare nel porto di Tangeri, che già territorio internazionale nei mesi precedenti era stato occupato dall'esercito spagnolo. Nel porto di Tangeri si affiancò al sommergibile Michele Bianchi del capitano di corvetta Adalberto Giovannini che poche ore prima era anch'esso riparato in territorio neutrale; qui a protezione da possibili colpi di mano britannici i due sommergibili italiani furono affiancati da due torpediniere spagnole. I cacciatorpediniere britannici rimasero invece al largo; in serata il britannico Rescue entrò nel porto ma fu subito affiancato da una delle imbarcazioni spagnole che si frappose fra lui ed i sommergibili italiani.
Nei giorni seguenti si susseguirono frenetici i lavori di riparazione ai due sommergibili che avevano riportato entrambi alcune avarie: giunsero apposta anche dei tecnici dall'Italia. Dopo circa quaranta giorni le riparazioni furono ultimate e si presentò il problema di riprendere il mare, sfuggendo al contempo alle pattuglie britanniche che incrociavano davanti al porto e ad eludere le spie presenti a Tangeri. Parte delle lamiere danneggiate che non impedivano la navigazione furono lasciate esposte e per alcuni giorni l'equipaggio ebbe numerose libere uscite. I due comandanti si fecero notare nei cinema della città e parteciparono ad una serata di gala. La notte tra il 12 e il 13 dicembre ad un segnale convenuto tutti gli equipaggi rientrarono alle proprie unità e alle 2:40 di notte i sommergibili lasciarono il porto diretti a Bordeaux dove giunsero il 18 dicembre.
Per i fatti di Tangeri fu decorato con la Medaglia di bronzo al valor militare.

### Lo scontro con ilTuna
Prima di giungere a Bordeaux Longanesi Cattani incrociò il sommergibile britannico HMS Tuna: furono lanciati siluri da entrambi i contendenti che andarono tutti a vuoto, poi entrambi si disimpegnarono. Molti anni dopo quando Longanesi Cattani era di servizio a Parigi presso la NATO conobbe il capitano di vascello Cavenagh-Mainwaring che durante la guerra comandava il Tuna: Longanesi Cattani raccontò poi che il Tuna aveva inizialmente scambiato il Brin per un altro sommergibile britannico che era anch'esso in zona ed aveva pertanto lanciato un segnale convenzionale che casualmente coincideva con quello italiano, ma quando il Brin aveva replicato con il proprio segnale il britannico, capendo di aver a che fare con un nemico, attaccò lanciando i suoi siluri, una salva di sei e una seconda di quattro; il Brin lanciò una salva di due siluri che sfiorarono l'avversario, poi il Tuna, scorte le sagome di due pescherecci e temendo che fossero due cacciatorpediniere nemici, preferì allontanarsi. Il Brin aveva risposto al fuoco prima sparando con il cannone, il cannoniere era Francesco Carelli matr.39061,nato il 2.4.1917 a La Spezia morto il 13.04.2010 a Taranto, che aprì il fuoco senza neppure ricevere l'ordine, probabilmente colpendo il bersaglio, viste fiamme a bordo.

## Betasom

Luigi Longanesi Cattani sul sommergibile Leonardo da Vinci

A maggio Longanesi Cattani partì per la sua prima missione nell'Atlantico insieme ad altri sei sommergibili italiani; il 13 giugno 1941 attaccò un convoglio britannico affondando, in un quarto d'ora, il piroscafo inglese ex francese Djurdjura ed il greco Eirini Kyriakydes, e forse danneggiò anche due mercantili del convoglio «SL. 76» (per complessive 3.400 tonnellate di stazza lorda). Al rientro fu decorato con la Medaglia d'argento al valor militare, nella cui motivazione erroneamente si parla di tre piroscafi affondati e di uno danneggiato.
Durante la permanenza a Bordeaux strinse amicizia con Karl Dönitz che lo decorò anche con la croce di ferro di seconda classe. Nell'agosto 1941 rientrò in Italia al comando del Brin attraversando nuovamente lo stretto di Gibilterra; attraccò a Napoli esponendo quattro bandierine, una per ogni affondamento.
Assegnato al comando del sommergibile Leonardo da Vinci il 6 ottobre 1941 rientrò a Betasom dove assunse il nuovo comando, ma fu subito inviato dal 13 al 31 ottobre alla scuola per sommergibilisti di Gotenhafen dove fu brevemente imbarcato sul Reginaldo Giuliani per un corso di aggiornamento sulle tattiche di guerra. Il 19 novembre salpò per raggiungere il proprio settore d'operazioni a ovest delle Azzorre, ma il 2 dicembre dovette invertire la rotta per un grave guasto, dovendo anche rinunciare all'attacco ad un convoglio due giorni dopo (poté solo indicarne la posizione). Nel dicembre fu promosso capitano di corvetta.
Il 28 gennaio 1942 si diresse in una nuova zona d'operazioni a nordest delle Antille; vi stazionò dal 13 al 16 febbraio e si portò poi al largo del Brasile, dove, il 25 febbraio, colò a picco in posizione con un siluro il piroscafo brasiliano Cabedelo, senza sopravvissuti. Due giorni dopo cannoneggiò e silurò, affondandolo, il piroscafo lettone Everasma; intraprese poi la navigazione di rientro, concludendola il 15 marzo. Al rientro fu decorato con la Medaglia d'argento al valor militare.

### L'ultima missione in Atlantico

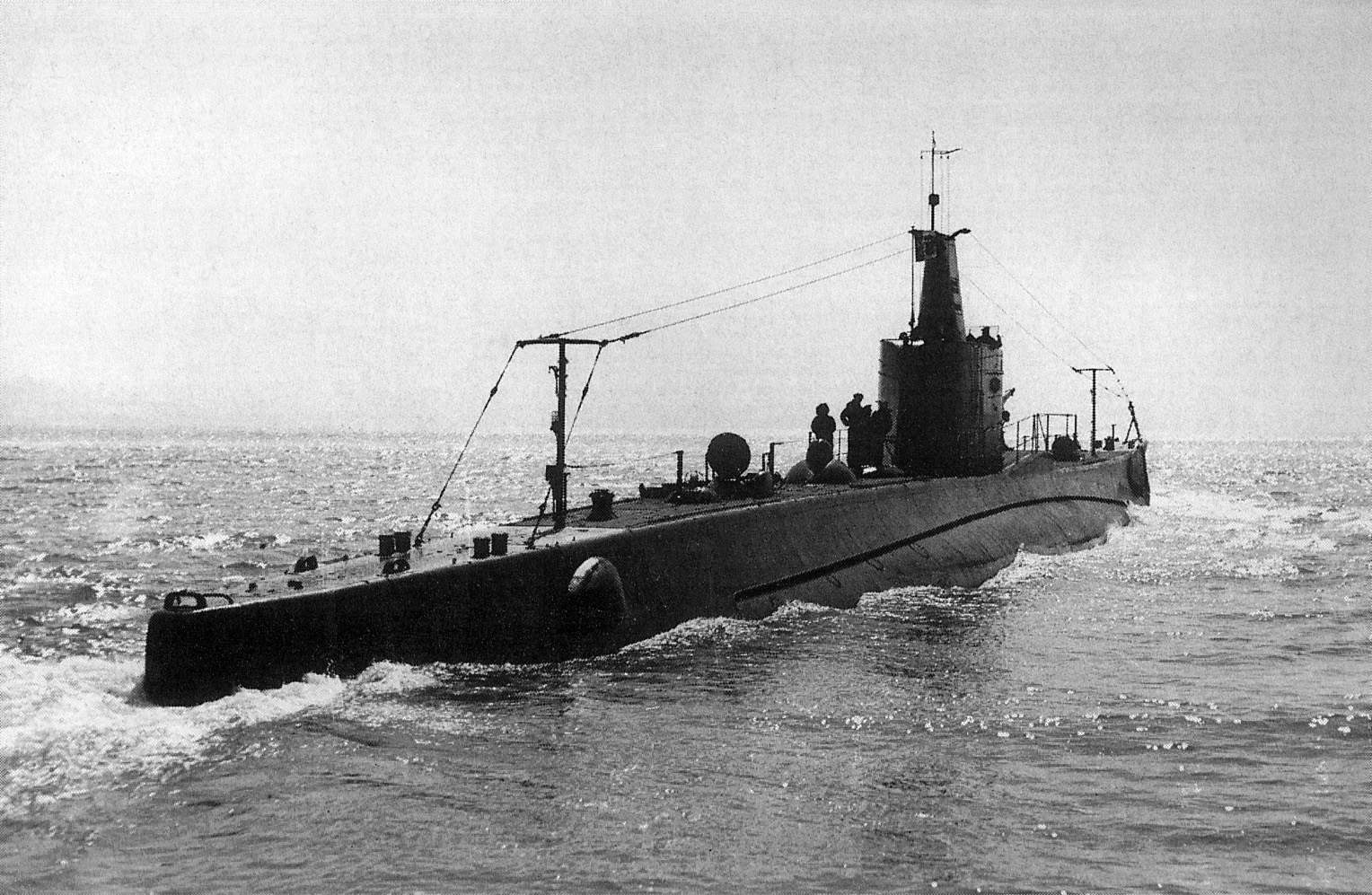
Il sommergibile Da Vinci in navigazione

In questo periodo si cominciò ad ipotizzare negli alti comandi della Marina un'azione di forza contro un porto brasiliano nel caso in cui quest'ultimo fosse entrato in guerra: per questa azione che rimase poi sulla carta fu scelto il Da Vinci. La partenza era già stata fissata per il 2 o il 3 maggio.
Il 9 maggio il Da Vinci lasciò Bordeaux per portarsi effettivamente presso le coste brasiliane fra Porto Natal e Pernambuco ma undici giorni dopo ricevette però dal comando l'ordine di dirigere verso le coste dell'Africa. Il 2 giugno avvistò la grossa goletta panamense Reine Marie Stuart (1.087 tonnellate) e la colò a picco a colpi di cannone; due giorni dopo individuò la motonave britannica Chile e l'affondò nella notte seguente, con il lancio di un solo siluro. Al calar del sole del 10 giugno dopo un lungo inseguimento centrò con un siluro, immobilizzandola, la motonave olandese Alioth, affondandola poi con il cannone; analoga sorte toccò, tre giorni più tardi, al piroscafo Clan McQuarrie. Terminata la scorta di siluri diresse per rientrare a Bordeaux ove giunse il 1º luglio, dopo aver anche rifornito di nafta – il 20 giugno presso le isole di Capo Verde – il sommergibile Giuseppe Finzi. Al rientro fu decorato con la Medaglia d'argento al valor militare.
Il 18 agosto Longanesi partì da Bordeaux per rientrare in Italia. Il comando del Leonardo Da Vinci fu assunto da Gianfranco Gazzana Priaroggia.

### Affondamenti avvenuti sotto il comando di Luigi Longanesi Cattani
Le vittorie ufficiali e confermate dalla documentazione delle nazioni nemiche sono in tutto otto.
| Sommergibile                   | Data             | Nave affondata     | Nazionalità | Tonnellaggio | Note |
| ------------------------------ | ---------------- | ------------------ | ----------- | ------------ | ---- |
| sommergibile Benedetto Brin    | 13 giugno 1941   | Djurdjura          | Regno Unito | 3460 tsl     |      |
| sommergibile Benedetto Brin    | 13 giugno 1941   | Eirini Kyriakydes  | Grecia      | 3781 tsl     |      |
| sommergibile Leonardo da Vinci | 25 febbraio 1942 | Cabedello          | Brasile     | 3557 tsl     |      |
| sommergibile Leonardo da Vinci | 28 febbraio 1942 | Everasma           | Lettonia    | 3644 tsl     |      |
| sommergibile Leonardo da Vinci | 2 giugno 1942    | Reine Marie Stuart | Panama      | 1087 tsl     |      |
| sommergibile Leonardo da Vinci | 4 giugno 1942    | Chile              | Regno Unito | 6956tsl      |      |
| sommergibile Leonardo da Vinci | 10 giugno 1942   | Alioth             | Paesi Bassi | 5483 tsl     |      |
| sommergibile Leonardo da Vinci | 13 giugno 1942   | Clan McQuarrie     | Regno Unito | 6471 tsl     |      |

## Nella Xª Flottiglia MAS
Nel settembre 1942 fu incorporato nella Xª Flottiglia MAS e destinato al comando della squadra dei sommergibili tascabili CB del mar Nero e assumendo il comando interinale in assenza del capitano di vascello Francesco Mimbelli.
Fu poi trasferito alla Xª Flottiglia MAS di La Spezia, che dal 1 maggio 1943 passò al comando del principe Junio Valerio Borghese ed assegnato al comando del sommergibile Murena ancora in fase di allestimento.
Secondo Longanesi Cattani:
(Luigi Longanesi Cattani)
Nel frattempo il 25 luglio 1943 cadde il fascismo in Italia e il nuovo governo Badoglio assicurò all'esercito che la guerra sarebbe continuata con i medesimi alleati.
(Luigi Longanesi Cattani)
Il 25 agosto fu ultimato il Murena che svolse le prime prove in mare in attesa di poter sferrare l'attacco a lungo progettato contro il porto di Gibilterra.
Il sommergibile il 2 ottobre avrebbe dovuto avvicinarsi in pieno giorno a Gibilterra per poi rilasciare quattro barchini MTR che dopo essersi nascosti avrebbero attaccato il giorno successivo ma l'armistizio dell'8 settembre 1943 annullò il progettato attacco.

### L'armistizio
L'8 settembre Longanesi Cattani si trovava in mare con il Murena per un ulteriore giro di collaudo e quando rientrò trovò la base in stato di allarme.
Superate le iniziali perplessità, e tentato inutilmente di contattare i comandi, diede ordine di rifornire il Murena e di prepararsi a prendere il mare, ma giunse l'ordine dall'ammiraglio Maraghini di autoaffondarsi, erroneamente convinto che così come gli altri sommergibili della Classe Tritone Grongo e Sparide non fosse in grado di prendere il mare. Con l'aiuto di Borghese ottenne l'annullamento dell'ordine
(Luigi Longanesi Cattani)
In assenza di Longanesi che si era recato a La Spezia, l'equipaggio procedette all'autoaffondamento.
Il 10 settembre Borghese riunì tutti gli ufficiali e in mancanza di ordini chiese ai presenti se erano disposti a continuare la guerra sotto il suo comando nella Xª Flottiglia MAS. Longanesi Cattani aderì alla richiesta fintanto che fosse rimasto valido il giuramento di fedeltà al Re. Il giorno stesso l'equipaggio del Murena fu mandato in licenza.
Il giorno seguente fu inviato da Borghese a Lerici presso l'abitazione del Duca d'Aosta che alcuni ufficiali tedeschi erano intenzionati a requisire, come ufficiale di collegamento. Longanesi Cattani ottenne di posticipare la requisizione dello stabile al giorno seguente di poter avere a disposizione i mezzi per traslocare tutti gli effetti personali a Firenze.

### Dopo l'armistizio
Borghese incaricò Longanesi Cattani di porsi a protezione della famiglia di Aimone di Savoia-Aosta pertanto si trasferì a Firenze presso la moglie Anna d'Orléans e la cognata Irene di Grecia che era incinta. Il 27 settembre a Firenze nacque Amedeo d'Aosta.
Di sentimenti monarchici, alla proclamazione della Repubblica Sociale Italiana scrisse a Borghese della sua intenzione di non venire meno al giuramento fatto al Re, posizione poi ribadita al sottosegretario della Marina Nazionale Repubblicana capitano di vascello Ferruccio Ferrini.
Il 26 luglio 1944 seguì volontariamente le principesse nel campo di concentramento austriaco di Hirschegg, vicino a Innsbruck, dove furono trasferite fino alla liberazione.

## Il dopoguerra
Dopo la fine della guerra Longanesi Cattani proseguì la carriera nella Marina Militare Italiana fino a raggiungere il grado di ammiraglio di squadra..
Nel 1962, insieme al presidente ammiraglio Nicola Murzi e al capitano di vascello Paolo Pollina, fece parte della seconda commissione di inchiesta chiamata a giudicare il comportamento dell'ex capitano di corvetta Enzo Grossi, già comandante della base navale dei sottomarini della Regia Marina a Bordeaux (BETASOM), sia prima che dopo l'armistizio dell'8 settembre 1943. Tale inchiesta riconobbe la buona fede di Grossi (anche se non lo reintegrò nei ruoli), accertò gli errori della prima inchiesta ed appurò che vennero condotti due attacchi, uno al Petunia ed un altro all'incrociatore Milwaukee, ma nessun affondamento.

## Onorificenze

Longanesi Cattani, si nota la croce di ferro tedesca